# Sabin-Cosmin Goia
Sabin-Cosmin Goia (Temesvár, 1982. február 16. –) román labdarúgó.